# レプリカだって、恋をする。
『レプリカだって、恋をする。』（レプリカだってこいをする）は、榛名丼による日本のライトノベル。略称は「レプリコ」。『ドッペルゲンガーは恋をする』のタイトルで「第29回電撃小説大賞」にて大賞を受賞し、改題の上2023年2月より電撃文庫（KADOKAWA）から書籍化されている。
メディアミックスとして、花田ももせによる漫画版が『電撃マオウ』（KADOKAWA）にて2023年6月号（4月26日発売）より連載中。2026年からはテレビアニメが放送予定。
毎日健気に頑張っているものの、オリジナルと異なり認めてもらえない苦しさの中で生きているレプリカのナオが、青春や恋愛を通して変わっていく姿を描いた物語。
主人公は静岡市駿河区用宗在住で、静岡県内の様々な場所が作中に登場する。

## 登場人物
声の項はテレビアニメ版の声優。
愛川素直（あいかわ すなお）
声 - 諸星すみれ
自分のそっくりさんを生み出すことができる女子高生。少しひねくれた性格。
ナオ
声 - 諸星すみれ
素直のレプリカ。少し子どもっぽい性格。
真田秋也（さなだ しゅうや）
元バスケ部の男子高校生。文芸部に入部する。
広中律子（ひろなか りつや）
文芸部に所属している、素直の後輩の女子高生。

## 既刊一覧

### 小説
- 榛名丼（著）・raemz（イラスト） 『レプリカだって、恋をする。』 KADOKAWA〈電撃文庫〉、既刊5巻（2025年8月8日現在）
  - 『レプリカだって、恋をする。』、2023年2月10日発売[8]、ISBN 978-4-04-914873-2
  - 『レプリカだって、恋をする。2』、2023年7月7日発売[9]、ISBN 978-4-04-915008-7
  - 『レプリカだって、恋をする。3』、2023年12月8日発売[10]、ISBN 978-4-04-915343-9
  - 『レプリカだって、恋をする。4』、2024年7月10日発売[11]、ISBN 978-4-04-915694-2
  - 『レプリカだって、恋をする。5 Side:Original』、2025年8月8日発売[12]、ISBN 978-4-04-915908-0

### 漫画
- 花田ももせ（漫画）・榛名丼（原作）・raemz（キャラクターデザイン） 『レプリカだって、恋をする。』 KADOKAWA〈電撃コミックスNEXT〉、既刊4巻（2025年8月8日現在）
  1. 2023年11月27日発売[13]、ISBN 978-4-04-915377-4
  2. 2024年6月26日発売[14]、ISBN 978-4-04-915809-0
  3. 2024年12月27日発売[15]、ISBN 978-4-04-916181-6
  4. 2025年8月8日発売[16]、ISBN 978-4-04-916641-5

## テレビアニメ
2026年より放送予定。

### スタッフ
- 原作 - 榛名丼[6]
- キャラクター原案 - raemz[6]
- 監督 - 木村隆一[6]
- シリーズ構成 - 篠塚智子[6]
- 脚本 - 篠塚智子、森江美咲[6]
- キャラクターデザイン - 安彦英二[6]
- 制作 - Voil[6]